# Mayer Béla (filmrendező)
Mayer Béla (Budapest, 1954. február 5. –) magyar filmrendező, producer, író, operatőr.

## Filmográfia
- Talált Klimt (2024) - rendező, operatőr
51:30’ dokumentumfilm
- Szétesés (2023) - rendező, producer 
90’ dokumentumfilm 
A film hat éven át követte egy szerencsétlen sorsú család történetét, a szülők kitartó, ám egyre reménytelenebb küzdelmét állami gondozásba vett gyermekei visszaszerzéséért.
- A hollandi szív (2022) - rendező, producer 
52’ dokumentumfilm 
Az első világháborút és a kommünt követően Hollandia sietett az éhhalál szélén tengődő szegénységben élő magyar gyermekek megsegítésére. Tíz év alatt mintegy 60 ezer gyermek került ki holland nevelőszülőkhöz, sokan nem is tértek vissza szüleikhez. A történet száz év múlva folytatódik. Magyar, holland nyelvű.
- A nagy légihíd alija (2022) - rendező, producer 
70’ dokumentumfilm 
1989-92 között mintegy másfélmillió zsidó hagyta el a Szovjetuniót, és vándorolt ki Izraelbe. A kivándorlók nagy része a nemzetközi helyzet következtében Magyarországon keresztül tette meg az utat, megpróbáltatások, merénylet közepette. Magyar, angol, héber, orosz nyelvű.
- Volt egyszer egy misszió (2019) - rendező, producer 
2x52’ dokumentumfilm 
A vietnami háború lezárását biztosító ICCS munkájában Magyarország, a Magyar Néphadsereg is részt vett. A magyar vezetés igen nehezen felelt meg a kihívásoknak, de ez a misszió egyben jelentős szerepvállalás volt a nemzetközi politikai helyzetben.[1]
- Tools for Solidarity (2018) - rendező, producer 
52’ dokumentumfilm 
Földrészeken átívelő megrendítő történet a szolidaritásról, hogyan segítik az Egyesült Királyságból fogyatékkal élő emberek afrikai sorstársaikat. Angol, chechewa (Malavi) nyelvű.
- Világmentő (2017) - rendező, producer 
52’ dokumentumfilm 
Befejezetlen film a világ természeti katasztrófáinak mentési munkálatairól.
- Varázscsepp (2016) - rendező 
52’ dokumentumfilm 
Állami gondozásban élő gyermekek, fiatalok országos tehetségkutató versenye. A tehetség a legelkeseredettebb élethelyzetekben is megmutatja magát.
- Ismeretterjesztő sorozatok (2005-2015) – rendező, producer 
SatElit Tv, Spektrum Home, Paprika Tv
- Prisons of the world (2000-2005) - producer 
8x52’ dokumentumfilm, angol nyelvű
- Red Bull Air Race (2004) - társrendező, producer 
52’ dokumentumfilm, angol nyelvű
- Ismeretterjesztő sorozat (1995-2000) - rendező, producer 
MTV
- Ismeretterjesztő és kereskedelmi filmek, reklámok (1990-1995) - rendező, producer
- Szeszélyes évszakok, Telepódium (1980-1990) - író 
MTV

## Díjak és jelölések
- Heart of European International Monthly Film Festival - Best Feature Documentary (2022)[2]
- Europe Film Festival U.K. - Jury Diamond Award, Best documentary (2022)
- Uruvatti International Film Festival - Best Documentary Feature Film (2022)
- Indo-Singapore International Film Festival - Special Jury Award, Best documentary feature film (2022)
- Golden Horse International Film Festival - Best documentary feature film (2022)
- Athvikvaruni International Film Festival - Best documentary (2022)
- Calgary, Picture This Film Festival - Best Documentary over 30 minutes (2019)[3]
- Calgary, Picture This Film Festival - Dodie Spittal award (2019)[4]
- Black International Cinema Berlin Film Award -  Best film/video documentary production (2019)[5]